# Erythroxylum rignyanum
Erythroxylum rignyanum är en tvåhjärtbladig växtart som beskrevs av Henri Ernest Baillon. Erythroxylum rignyanum ingår i släktet Erythroxylum och familjen Erythroxylaceae. Utöver nominatformen finns också underarten E. r. littorale.